# Académie du génie Nicolas
 (février 2016).
Si vous disposez d'ouvrages ou d'articles de référence ou si vous connaissez des sites web de qualité traitant du thème abordé ici, merci de compléter l'article en donnant les références utiles à sa vérifiabilité et en les liant à la section « Notes et références ».

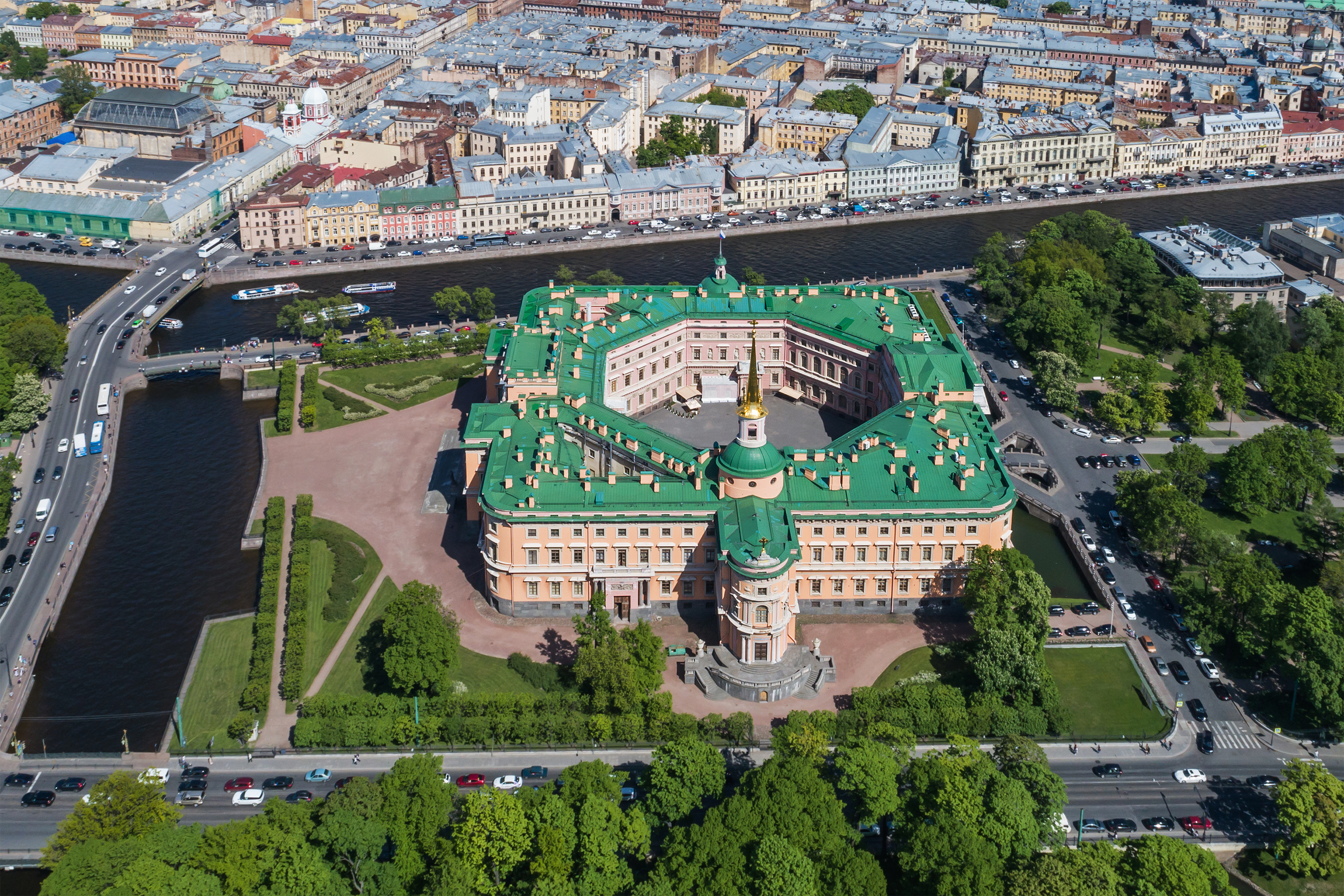
Façade du château des Ingénieurs qui abritait l’académie du génie depuis 1823

L’académie du génie Nicolas (en russe : Николаевская инженерная академия, Nikolaïevskaïa injeniernaïa akademia) est un établissement d'enseignement supérieur du génie militaire de la Russie, située à Saint-Pétersbourg. Son successeur actuel est l’université technique du génie militaire (en russe : Военный инженерно-технический университет, Voenniy injenierno-tekhnicheskiy universitet). Les bâtiments de l'université sont situés sur le site de la caserne du régiment de la garde à cheval, non loin de la Néva. C’est le plus ancien établissement d’éducation supérieure d’ingénieur en Russie.

## Historique

### Les débuts
C’est en 1804 qu’est créée dans la capitale impériale une école du génie à l’initiative du lieutenant-général van Suchtelen (1751-1836) et du général Ivan Kniazev, sur la base d’anciennes écoles. Elle est destinée à la formation d’une cinquantaine de sous-officiers pour une durée de deux années d’études et se situe alors dans une partie de la caserne du régiment de la garde à cheval.
Six ans plus tard en 1810, l’école est réorganisée par le comte von Oppermann (1765-1831), général-ingénieur, et transformée en académie militaire avec deux sections : la section des conducteurs, pour ceux qui se préparaient à devenir sous-officiers, et la section des officiers. La première comportait un cursus d’études de trois ans, la seconde de deux ans pour ceux se préparant à devenir officiers subalternes du génie militaire. Cette section prenait les meilleurs conducteurs du génie et les anciens conducteurs devenus sous-officiers. Le cycle de l’académie se poursuivait donc sur cinq années d’études au total .
L’académie est renommée en 1819 école principale du Génie par le grand-duc Nicolas Pavlovitch, inspecteur général du génie et futur empereur, qui fait don du château Saint-Michel, devenu le château des Ingénieurs, pour accueillir ses classes. Les études sont toujours divisées en deux cycles. Le premier préparait en trois ans des sous-lieutenants du Génie et le second en deux ans pour les études supérieures des officiers. La section des officiers prenait les meilleurs élèves du premier cycle, ainsi que des officiers d’autres armes souhaitant entrer dans le Génie. De brillants pédagogues y enseignent à cette époque, comme l’académicien Mikhaïl Ostrogradski (mathématiques), le physicien Ewald, ou l’ingénieur Fiodor Lavrovski. Dostoïevski est élève à l’école, mais n’y est pas heureux.
L’école devint le centre des nouvelles pensées militaires dans le domaine du génie. Le baron Pavel Schilling y proposa l’utilisation du procédé galvanique pour l’explosion des mines flottantes (inventées en 1853 par le physicien russe d'origine prussienne Boris Jacobi). Le professeur Vlassov y inventa en 1828 un moyen chimique d’explosion (la conduite de Vlassov) et le colonel Tomilovski, un parc pontonnier métallique qui sera utilisé jusque dans les années 1950. L’académie publiait une revue intitulée Les Billets du Génie.

### Après 1855
En 1855, c’est après la mort de l’empereur Nicolas Ier, que l’académie est renommée Académie du Génie Nicolas et devient uniquement une école de formation pour officiers, l’autre académie du Génie devenant une entité à part. Les élèves deviennent sous-lieutenants au bout de trois ans et officiers à la fin des études. Ils étaient 140 élèves la première année. En 1864, ils furent organisés en compagnies de trois classes, en 1896 en un bataillon de deux compagnies. Le nombre de junkers étaient alors de 250, pour un cycle d’études de trois ans, et de 450 à la veille de la Première Guerre mondiale (150 par année).
L’entrée se faisait par concours, parmi les meilleurs élèves conducteurs, mais à partir de 1864 on acceptait aussi certains des meilleurs élèves des lycées militaires. À la fin du XIXe siècle, 30 % des élèves n’étaient pas d’origine noble, ce qui était plus que dans les écoles d’artillerie.
Des professeurs renommés y enseignèrent, comme Dimitri Mendeleïev (chimie), Nikolaï Boldyrev (fortifications), Alexandre Kvist (voies de communication), Heinrich Leer (tactique, stratégie, histoire militaire), Nikolaï Karlovitch Schilder (histoire militaire) et d'autres.
En 1857, Les Billets du Génie sont renommés en Revue du Génie. En 1863, les deux académies du Génie se réunissent pendant quelque temps. Le major-général Alexeï Chouliatchenko s’occupait de la recherche des propriétés des substances explosives et de leur classification, l’académicien Boris Jacobi travaillait sur la méthode électrique de dynamitage. L'ingénieur électricien Pavel Iablochkov travaillait à la création d’une lampe à arc voltaïque (la bougie électrique de Jablochkoff).
Après la guerre russo-japonaise, l’académie prépara des officiers d’infanterie et les promotions d’officiers-ingénieurs furent réduites. Au début de la Première Guerre mondiale les cours à l'Académie ont été interrompus car il fallut former de manière urgente des sous-officiers pour se préparer à devenir officiers subalternes et former des officiers du front. Il y avait une centaine d’élèves officiers (Junker) à l’automne 1917. Ils furent envoyés le 26 octobre (6 novembre) 1917 défendre le palais d'Hiver au début de la révolution d'Octobre, mais ils refusèrent de prendre les armes. Cependant, le 11 novembre, les élèves et les officiers prirent une part active dans la révolte des Junkers (élèves officiers) de Pétrograd dans le but d’étouffer la révolution bolchévique, mais cette tentative fut vaine.

### Les transformations après 1917
Après 1917, quoique l’Académie de génie Nicolas subit de nombreuses transformations, elle fut la seule école militaire supérieure d'Ancien Régime à subsister. Le journal L’Étoile rouge publia le 1er mars 1918 une annonce selon laquelle les cours du génie de Petrograd reprenaient. Tous les officiers, sous-officiers et junkers concernés, et même ceux qui étaient au front, furent rappelés. Les familles de ceux qui ne revenaient pas étaient envoyées en prison. Un décret du 20 mars ordonna l’ouverture de trois sections : la section préparatoire (cycle de trois mois, puis de six mois), la section des sapeurs-constructeurs et la section électrotechnique, de six mois chacune. Les cours préparaient des sapeurs-instructeurs, des pontonniers, des sapeurs du train, des voies de communication, des télégraphistes, des radiotélégraphistes, des projectoristes, etc. Une grande partie d’entre eux rejoignit, le 7 juillet 1918, la révolte des SR de gauche, contre leurs anciens alliés bolchéviks.
En raison du manque d’effectif du corps professoral, un décret du haut-commissariat à l’enseignement militaire du 29 juillet 1918 donne ordre de réunir les cours du Génie de Pétrograd avec d’autres entités moins élevées, devenant ainsi le Technikum du Génie militaire de Pétrograd qui préparait en six à huit mois quatre sections. Une partie des cours se tenait au château des Ingénieurs, mais la plupart avait lieu au camp d’Oust-Ijora à la limite est de la ville. La première promotion sortit le 18 septembre 1918 avec soixante-trois diplômés. La dernière promotion sortit en mars 1920. Les dernières promotions prirent part à la répression de plusieurs révoltes paysannes et à celle de Kronstadt en mars 1921. 
En 1923, l’Académie de génie fut rebaptisée « Académie militaire et de Construction mécanique » puis « Académie Militaire et technique » en 1925. Au total, l'Académie pendant son existence a diplômé 2 097 étudiants.

### Université technique du génie militaire
L’université technique du génie militaire a pris la succession de l’académie militaire Nicolas, en conservant l’école supérieure du génie scientifico-pédagogique de 1810, cependant l’École du génie fermant ses portes. Revenant sur le transfert de l'institution à Moscou décidé par Staline en 1932, cette université retrouva son site originel de Saint-Pétersbourg (alors Léningrad) en 1939, et le commissaire du peuple à la Marine le général Kouznetsov ordonna dès lors le rétablissement de l’université technique du génie militaire.
Avec le retour en 1939 de cette université technique, il redevint possible de s'appuyer sur l’institut polytechnique de Léningrad. Boris Galerkine, nommé à la tête du département de mécanique des structures de l’université technique du génie militaire, dut prendre l’uniforme. En tant qu’académicien, on le reclassa avec le grade de lieutenant-général. En 1939, Leonid Kantorovitch devint professeur à l’Université technique du génie militaire.

## Directeurs de l’académie
- 1819-1827 : major-général comte Johann von Sievers
- 1828-1832 : major-général baron Friedrich Gottlieb von Elsner
- 1832-1835 : major-général Christian Christiani
- 1835-1844 : major-général Vassili Scharnhorst
- 1845-1860 : général Lomnovski
- 1860-1866 : colonel, puis major-général Mikhaïl von Kaufmann
- 1866-1886 : major-général, puis lieutenant-général Sigismund Tidebel
- 1889-1899 : Nikolaï Schilder
- 1899-1905 : major-général, puis lieutenant-général Eugraphe Sarantchov
- 1906-1914 : lieutenant-général Nikolaï Krioukov

## Anciens élèves
- Fiodor Abramov
- César Cui
- Fiodor Dostoïevski
- Alexandre Doutov
- Dmitri Grigorovitch
- Paul Jablochkoff
- Constantin von Kaufmann
- Mikhaïl von Kaufmann
- Roman Kondratenko
- Alexandre Loukomski
- Vladimir Maï-Maïevski
- Dimitri Maksoutov, astronome
- Pierre de Meyendorff
- Boris Mojaïev
- Grand-duc Nicolas Nikolaïevitch
- Hermann von Paucker, général de l’armée impériale russe, ministre des Transports de 1888 à 1889
- Alexeï Polivanov, général de l’armée impériale russe, ministre de la Guerre de 1915 à 1916.
- Sergueï Rachewsky
- Alexeï von Schwartz
- Ivan Setchenov
- Édouard Totleben, comte, organisateur de la défense de Sébastopol lors de la guerre de Crimée
- Paul Unterberger
- Peter von Uslar

## Insigne
L’insigne de poitrine, tel qu’il était décrit le 1er avril 1910, était le suivant : croix de Malte en émail blanc avec l’insigne de l’école au milieu représentant un plan de bastion hexagonal en émail rouge en ligne, surligné de gris, avec en son milieu le chiffre d’or de Nicolas Ier sur fond blanc hexagonal sous une couronne impériale d’or, au milieu de la ligne horizontale supérieure de l’hexagone rouge.